# A3 (chaîne de télévision)
Pour les articles homonymes, voir A3.
 (juin 2019).
Algérie 3 (en arabe : القناة الجزائرية الثالثة ; en français : Troisième chaîne algérienne), également connue sous le nom de A3, est une ancienne  chaîne de télévision algérienne de l'Établissement public de télévision.

## Histoire de la chaîne
Le projet de création de cette troisième chaîne a pris naissance en novembre 1998 et a vu sa concrétisation en décembre 1999. Algérie 3 a officiellement vu le jour le 5 juillet 2001.
Destinée essentiellement au monde arabe pour donner une image institutionnelle de l'Algérie, la troisième chaîne de télévision est diffusée par le satellite Arabsat et permet de constituer un lien permanent entre la communauté algérienne à l'étranger, notamment dans le monde arabe, et le pays natal.
En 12 septembre 2007, à l'occasion du mois de Ramadan, le logo change, pour représenter le mémorial du Martyr, situé a Alger.
Depuis le 28 octobre 2015, à l'occasion du 53e anniversaire du recouvrement de la souveraineté nationale sur la radio et la télévision, la chaîne a commencé à diffuser ses programmes en HD sur Nilesat.
Le 5 mai 2019, à l'occasion du début du mois de Ramadan, le logo change, résultat d'une politique d'uniformisation des différents logos des chaînes de l'ENTV.
Le 26 mars 2020, la chaîne change de nom pour devenir TV3, une chaîne d'information en continu, tandis que la grille de programmes généralistes est reprise par TV6, crée le même jour.

## Organisation
Les dirigeants d'Algérie 3 sont les mêmes que ceux de l'Établissement public de télévision.

### Programmes
Dans la première phase de son développement, Algérie 3 accorde une importance particulière à l'information.
Tout comme Canal Algérie, Algérie 3 reprend les programmes de la Télévision algérienne ainsi que d’autres émissions spécialement conçues pour elle compte tenu de la particularité du public ciblé.

## Identité visuelle

Historique des logos
Logo d'A3 du 5 juillet 2001 au 12 septembre 2007.
Logo de la chaîne du 12 septembre 2007 au 5 mai 2019.